# Северная область (Гана)
Се́верная о́бласть (англ. Northern Region) — одна из 16 областей Ганы, административно-территориальная единица первого уровня, на побережье Гвинейского залива. Административный центр — Тамале.
Граничит с областью Норт-Ист на севере, Оти на юге, Саванной на западе, с государством Того — на востоке.
После обретения независимости Ганы от Великобритании 6 марта 1957 года, регион Северные территории бывшей британской колонии Золотой Берег стал Северной областью. В 1959 году из Северной области была выделена Верхняя область. В том же году в состав Верхней и Северной области вошли северные районы бывшей колонии Британское Того.
27 декабря 2018 года был проведён референдум, по результатам которого область Бронг-Ахафо разделена на области Боно, Боно-Ист и Ахафо, из Северной области выделены области Норт-Ист и Саванна, из области Вольта — Оти, из Западной области — Вестерн-Норт. Создание новых областей стало выполнением предвыборного обещания Новой патриотической партии перед всеобщими выборами в Гане 7 декабря 2016 года, на которых партия одержала победу. Лидер партии Нана Акуфо-Аддо стал президентом по результатам этих выборов. Новый президент создал министерство реорганизации и развития областей. Новые области созданы 13 февраля 2019 года.